# Freddie Benson
Fredward "Freddie" Benson is een personage uit de Amerikaanse Televisieserie iCarly van Nickelodeon, gespeeld door Nathan Kress. Van 2021 tot en met 2023 was het personage te zien de vernieuwde iCarly voor volwassene op streamingdienst Paramount+.

## Biografie
Freddie woont in Bushwell Plaza, een appartementencomplex in Seattle, en hij is de overbuurjongen van Carly Shay (Miranda Cosgrove). Zij en Sam Puckett (Jennette McCurdy) zijn de beste vrienden van Freddie. Freddie is de technische producent van de show iCarly, bedacht door Carly en gepresenteerd door Carly en Sam. Freddie is geboren op 4 februari 1992. Vanaf tweede seizoen heeft hij een diepere stem.

## Eigenschappen
Freddie is goed in schermen. Zijn familieleden zijn kampioenen in die sport.

## Familie
Freddie woont samen met zijn moeder, die erg beschermend is. Zij had bijna een relatie met Lewbert, de portier van het appartementencomplex.

## Vrienden
De relatie tussen Freddie en Sam verloopt niet altijd even goed. Sam heeft vaak ruzie met Freddie en ze gaan vaak een weddenschap aan, welke Freddie altijd verliest. Ook is Sam Freddie regelmatig aan het pesten en geeft ze hem rare bijnamen, zoals Fredderly, Fredweird en Nub. Freddie is vrienden met Gibby Gibson (Noah Munck) en Jeremy, waardoor zij ook gepest worden door Sam. Freddie heeft ook een vriend in de A-V Club, genaamd Shane, een jongen waar Carly en Sam ruzie over kregen. Freddie is ook een goede vriend van Spencer Shay (Jerry Trainor), de broer van Carly. 

## Relaties
De eerste date van Freddie was met Valerie (een fan van iCarly), maar deze date liep niet goed af. Freddie is erg verliefd op Carly, maar zij is niet verliefd op hem. In de aflevering iSpy a Mean Teacher voorspelde Freddie dat hij binnen een paar jaar de tweede man van Carly zou zijn. Wat er met de eerste gebeurd zou zijn, zou niet te bewijzen zijn. In de aflevering iKiss heeft Freddie zijn eerste kus met Sam, omdat ze beiden nog nooit gezoend hebben. Ze zoenen, omdat ze er dan maar vanaf zijn. Daarna worden ze verliefd op elkaar, maar in het openbaar doen ze alsof ze elkaar nog steeds haten.